# Pereiro (Tabuaço)
Pereiro é uma povoação portuguesa do Município de Tabuaço que foi sede da extinta Freguesia de Pereiro, freguesia que tinha 4,85 km² de área e 138 habitantes (2011), e, por isso, uma densidade populacional de 28,5 hab/km².
Em 2013, no âmbito da reforma administrativa, a Freguesia de Pereiro foi agregada à Freguesia de Távora, criando-se a União de Freguesias de Távora e Pereiro.

## População
| População da freguesia de Pereiro | População da freguesia de Pereiro | População da freguesia de Pereiro | População da freguesia de Pereiro | População da freguesia de Pereiro | População da freguesia de Pereiro | População da freguesia de Pereiro | População da freguesia de Pereiro | População da freguesia de Pereiro | População da freguesia de Pereiro | População da freguesia de Pereiro | População da freguesia de Pereiro | População da freguesia de Pereiro | População da freguesia de Pereiro | População da freguesia de Pereiro |
| --------------------------------- | --------------------------------- | --------------------------------- | --------------------------------- | --------------------------------- | --------------------------------- | --------------------------------- | --------------------------------- | --------------------------------- | --------------------------------- | --------------------------------- | --------------------------------- | --------------------------------- | --------------------------------- | --------------------------------- |
| 1864                              | 1878                              | 1890                              | 1900                              | 1911                              | 1920                              | 1930                              | 1940                              | 1950                              | 1960                              | 1970                              | 1981                              | 1991                              | 2001                              | 2011                              |
| 364                               | 367                               | 350                               | 329                               | 360                               | 269                               | 271                               | 287                               | 353                               | 277                               | 194                               | 169                               | 183                               | 156                               | 138                               |

| Distribuição da População por Grupos Etários | Distribuição da População por Grupos Etários | Distribuição da População por Grupos Etários | Distribuição da População por Grupos Etários | Distribuição da População por Grupos Etários | Distribuição da População por Grupos Etários | Distribuição da População por Grupos Etários | Distribuição da População por Grupos Etários | Distribuição da População por Grupos Etários | Distribuição da População por Grupos Etários |
| -------------------------------------------- | -------------------------------------------- | -------------------------------------------- | -------------------------------------------- | -------------------------------------------- | -------------------------------------------- | -------------------------------------------- | -------------------------------------------- | -------------------------------------------- | -------------------------------------------- |
| Ano                                          | 0-14 Anos                                    | 15-24 Anos                                   | 25-64 Anos                                   | > 65 Anos                                    |                                              | 0-14 Anos                                    | 15-24 Anos                                   | 25-64 Anos                                   | > 65 Anos                                    |
| 2001                                         | 33                                           | 23                                           | 56                                           | 44                                           |                                              | 21,2%                                        | 14,7%                                        | 35,9%                                        | 28,2%                                        |
| 2011                                         | 25                                           | 14                                           | 60                                           | 39                                           |                                              | 18,1%                                        | 10,1%                                        | 43,5%                                        | 28,3%                                        |

Média do País no censo de 2001:  0/14 Anos-16,0%; 15/24 Anos-14,3%; 25/64 Anos-53,4%; 65 e mais Anos-16,4%
Média do País no censo de 2011:   0/14 Anos-14,9%; 15/24 Anos-10,9%; 25/64 Anos-55,2%; 65 e mais Anos-19,0%

## Património
- Igreja de Pereiro;
- Capela do Senhor de Matosinhos;
- Capela de Santa Bárbara.